# Pogrom in Sumgait

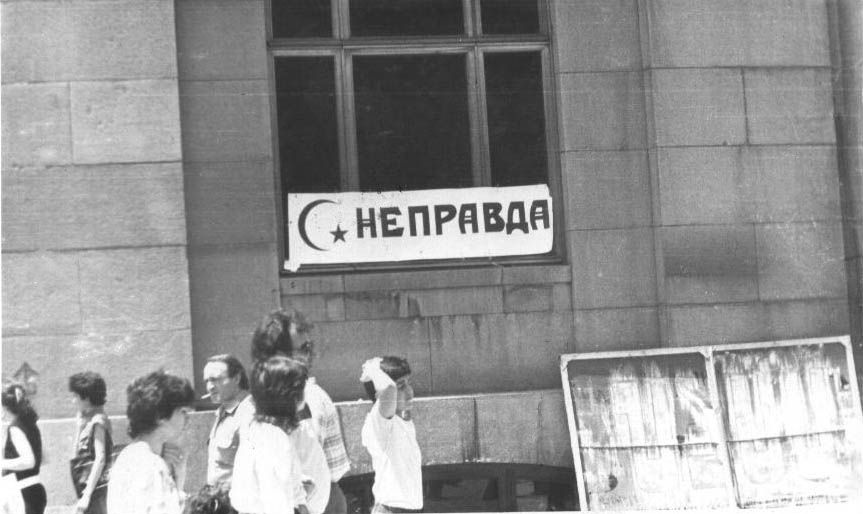
Proteste in Jerewan nach den gewaltsamen Konflikten

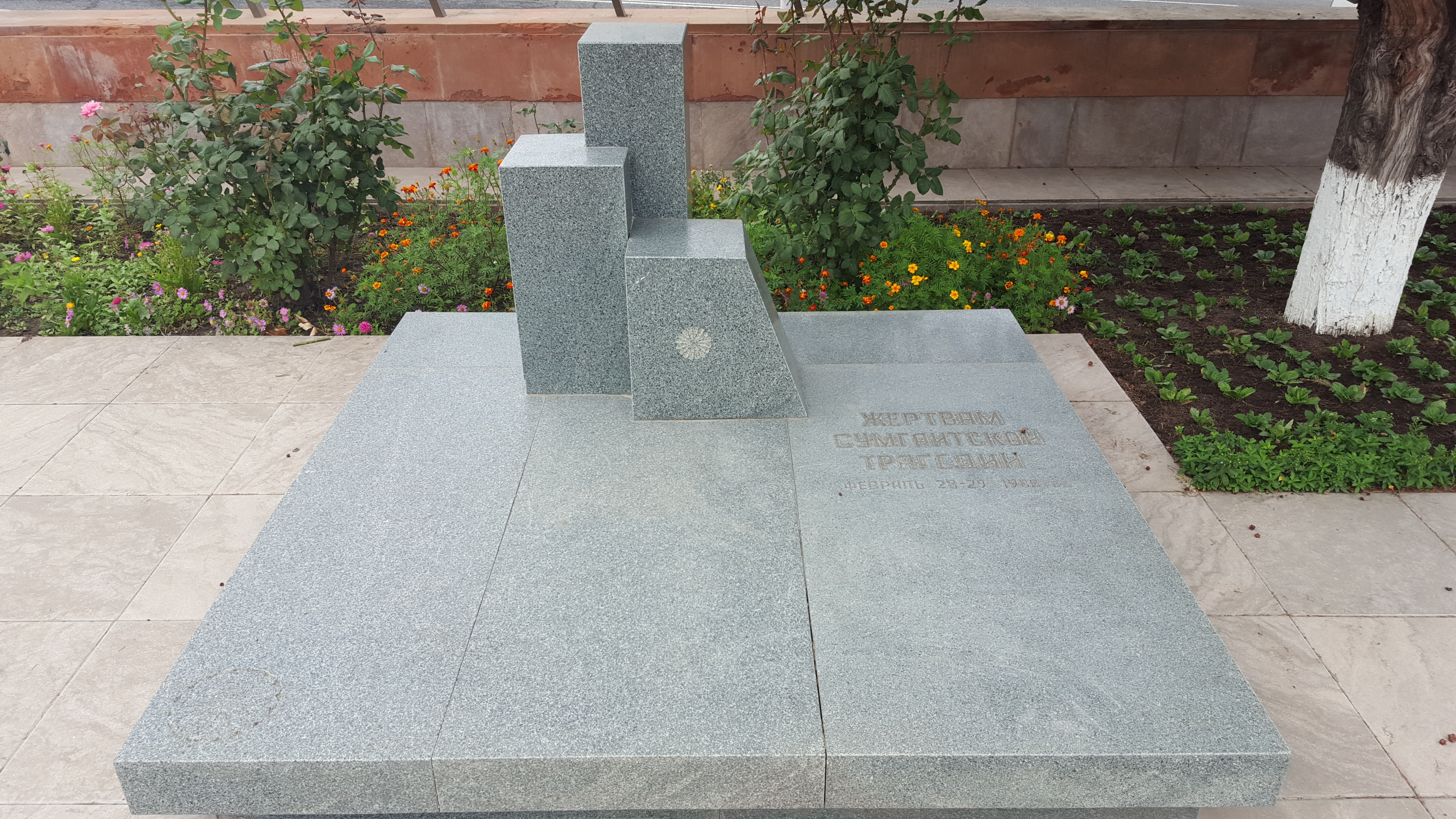
Gedenkplatte in Stepanakert für die Opfer der Massaker in Sumgait

Das Pogrom in Sumgait war ein Massaker, das am 27. Februar 1988 in der aserbaidschanischen Stadt Sumgait (Sumqayıt) an Armeniern verübt wurde. Es leitete den Beginn ethnisch und nationalistisch motivierter Gewaltausbrüche auf dem Gebiet der Sowjetunion ein und war ein erster Höhepunkt in dem damals aufflammenden Konflikt um Bergkarabach.
Nach Augenzeugenberichten attackierten aserbaidschanische Männer die armenische Minderheit der Stadt. Neben Morden kam es dabei nach Augenzeugenberichten auch zu Vergewaltigungen und Verstümmelungen. Im Zuge des Pogroms soll es auch zu einem Massaker in einer Entbindungsstation gekommen sein.
Augenzeugen sowie der russische Berichterstatter Andrej Pralnikow berichten, dass die Miliz und die Stadtbehörden trotz Hilferufen nicht eingriffen und diese Straflosigkeit die aserbaidschanischen Übergriffe auf die armenische Bevölkerung weiter anheizte. Dies geschah zudem durch aufputschende Reden von aserbaidschanischen Parteichefs, darunter Kjamram Bagirow und Muslim Sardeh, der Stadt-Parteichef von Sumgait. Fremde Rollkommandos wurden für die Durchführung des Pogroms mit Bussen herantransportiert und haben dabei Listen von Hausverwaltungen erhalten, aus denen Namen sowie Adressen armenischer Familien hervorgingen. Die Licht- und Stromleitungen von vielen Armeniern wurden zuvor abgetrennt.

„Vieles läßt darauf schließen, daß die Pogrome organisiert waren. Eine Sekretärin sagte aus, sie sei vor Ausbruch der Gewalttätigkeiten beauftragt worden, Listen von Armeniern zusammenzustellen.“

Über die Opferzahlen gehen die Angaben auseinander. Die offizielle Nachrichtenagentur ITAR-TASS meldete 31 Tote. Einigen anschließenden Augenzeugenberichten zufolge wurden 33 Zivilisten und acht Soldaten getötet sowie weitere 150 Menschen schwer verletzt. Andere Augenzeugenberichte schätzten die Opferzahlen unter den Armeniern noch weit höher ein. Die Gesellschaft für bedrohte Völker veröffentlichte am 14. Juli 1988 eine Liste mit 52 armenischen Opfern mitsamt Adressen und Tatumständen, von denen 47 ermordet worden waren. Vier wurden als im Sterben, eins als im Krankenhaus liegend angegeben. Gegenüber Mitarbeitern der Gesellschaft war behauptet worden, es gebe noch umfangreichere Listen und in Sumgait seien während des Pogroms mehr als 500 Todesurkunden ausgestellt worden.

## Erklärungsansätze
Der prominente russische Politologe armenischer Abstammung Sergei Kurginjan, der sich zum Zeitpunkt des Pogroms in Baku aufhielt, schließt etwa in seinem Buch „Das Wesen der Zeit“ eine konfliktbeladene und im Voraus geplante Konfrontation der Aserbaidschaner mit Armeniern Anfang 1988 kategorisch aus. Ihm zufolge hätten in Wirklichkeit westliche Geheimdienstorgane hinter Sumgait-Ereignissen gestanden. Deren Ziel sei gewesen, einen Keil zwischen beide Ethnien zu treiben, um auf diese Weise die UdSSR zu Fall zu bringen.
Eine westliche Teilnahme an anti-armenischen Ausschreitungen klammert der schwedische Historiker und Kaukasusforscher Svante E. Cornell zwar aus. Doch ähnlich wie Kurginjan glaubt auch er nicht an einen mobilisierten aserbaidschanischen Nationalismus im Februar 1988. Das Pogrom hätte noch lange vor der heißen Phase des Berg-Karabach-Konflikts stattgefunden, und die Nachricht über die Vertreibung der Aserbaidschaner aus der südarmenischen Stadt Kapan im Januar 1988 hätte sich landesweit noch nicht herumgesprochen. Die Tumulte in Sumgait hätten für den Großteil der aserbaidschanischen Bevölkerung vielmehr einen Schockeffekt hervorgerufen.
Die eigenmächtige Abstimmung des armenisch dominierten Parlaments von Berg-Karabach vom 20. Februar 1988 über den Anschluss mit Armenien diente laut Thomas de Waal als eigentlicher Auslöser für den Stimmungswechsel in Aserbaidschan. Zusätzlich hätte sich die Situation im Vorfeld des Pogroms mit dem Zustrom aserbaidschanischer Flüchtlinge aus der Provinz Kapan und den Berichten über Diskriminierungen, denen sie in Armenien ausgesetzt worden waren, noch mehr verschlechtert.  